# IEC 529
IEC 529 Europeisk (ECC) specifikation för fuktskydd. IEC 529 har 9 klasser av hur väl en utrustning klarar fukt eller väta. De nio klasserna är IPX0 - IPX8. IPX7 motsvarar JIS7. 
IPX# där # anger klass via en siffra.
| Klass | Definition |  |
| 0     | Inget skydd |  |
| 1     | Skyddat mot droppande vatten motsvarande 3–5 mm regn per minut för en period av 10 minuter. Förutsättning är att utrustningen är placerad i normalt läge.                                  |  |
| 2     | Samma som ovan men med tillägget att utrustningen är lutad i 15 grader från normal arbetsposition och placerad i fyra olika positioner.                                                    |  |
| 3     | Skyddat mot vatten som besprutar utrustningen. Utrustningen skall klara en vattenmängd av 10 liter/minut med ett tryck av 80-100 kN/m^2 för minst 3 minuter och på ett avstånd av 3 meter. |  |
| 4     | Samma som klass 3 men utrustningens skall klara besprutning från alla vinklar |  |
| 5     | Skyddat mot vattenstrålar, Vatten som projiceras via ett 6,3 mm munstycke med ett flöde av 12,5 liter per minut och av ett tryck motsvarande 30 kN/m^2 i 3 minuter på 3 meters avstånd.    |  |
| 6     | Skyddat mot tung sjö, vatten som projiceras via ett 12,5 mm munstycke med ett flöde av 100 liter per minut med ett tryck motsvarande 100 kN/m^2 i 3 minuter på 3 meters avstånd.           |  |
| 7     | Skyddat mot intrång av vatten, utrustningen skall klara av att sänkas till ett djup av 1 meter för en tid av 30 minuter.                                                                   |  |
| 8     | Skyddat mot nedsänkning i vatten under villkor som tillverkaren anger. |  |